# Суверенна Молдова
Сувере́нна Молдо́ва (рум. Moldova Suverană) — щоденна молдовська газета, що видається в Кишиневі румунською мовою. За радянських часів (до 1991 року) називалася «Молдо́ва сочиали́стэ», була друкованим органом Центрального комітету Комуністичної партії Молдавської РСР, Верховної Ради і Ради Міністрів Молдавської РСР і була першим радянським періодичним виданням молдавською мовою.

## Історія
Газета почала виходити в Одесі 1 травня 1924 року під назвою «Плугарул рошу» («Червоний орач») тиражем 1000 екземплярів. Вона висвітлювала перетворення в соціально-економічному і культурному житті, які почалися після Жовтневої революції. Навколо неї сформувалося широке коло робітничих і селянських кореспондентів, багато з яких стали в майбутньому відомими журналістами та письменниками. З перших номерів газета систематично друкувала літературні сторінки, а з 1928 року — спеціальний додаток «Молдова литерарэ». 
9 вересня 1930 року газета перейменована на «Молдова сочиалистэ» («Соціалістична Молдавія»). На той час вона виходила у Тирасполі.
Під час німецько-радянської війни у 1942—1944 роках газета виходила в Москві і висвітлювала боротьбу з окупантами, а після визволення Молдавської РСР висвітлювала відбудову і подальший розвиток народного господарства.
У 1966 році газета нагороджена орденом Трудового Червоного Прапора. Станом на 1973 рік її наклад становив 80 тисяч екземплярів.